# Svetičko Hrašće
 Svetičko Hrašće  falu Horvátországban, a Károlyváros megyében. Közigazgatásilag Ozalyhoz tartozik.

## Fekvése
Károlyvárostól 13 km-re északnyugatra, községközpontjától 6 km-re délnyugatra fekszik.

## Története
A falunak 1857-ben 679, 1910-ben 643 lakosa volt. A trianoni békeszerződésig Zágráb vármegye Károlyvárosi járásához tartozott. 2011-ben 127 lakosa volt.

## Lakosság
| Lakosság változása | Lakosság változása | Lakosság változása | Lakosság változása | Lakosság változása | Lakosság változása | Lakosság változása | Lakosság változása | Lakosság változása | Lakosság változása | Lakosság változása | Lakosság változása | Lakosság változása | Lakosság változása | Lakosság változása | Lakosság változása |
| ------------------ | ------------------ | ------------------ | ------------------ | ------------------ | ------------------ | ------------------ | ------------------ | ------------------ | ------------------ | ------------------ | ------------------ | ------------------ | ------------------ | ------------------ | ------------------ |
| 1857               | 1869               | 1880               | 1890               | 1900               | 1910               | 1921               | 1931               | 1948               | 1953               | 1961               | 1971               | 1981               | 1991               | 2001               | 2011               |
| 679                | 631                | 607                | 705                | 655                | 643                | 584                | 700                | 673                | 644                | 557                | 394                | 244                | 233                | 150                | 127                |

## Nevezetességei
- Keresztelő János tiszteletére szentelt temploma[4] a temetőben található egyhajós, négyzet alaprajzú épület, keskenyebb félköríves szentéllyel, a szentélytől  délkeletre fekvő sekrestyével és a főhomlokzat előtti harangtoronnyal. A rokokó berendezés és a fali oltárképek pálos mesterek munkái. A szentélyben egy nagy illuzionista oltárfalfestmény található, amely Krisztus megkeresztelkedését ábrázolja. Az oldalsó oltárképek a Bánatos Szűzanyát és Szent Borbálát ábrázolják és 1780-ból származnak. Eredetileg a templomnak boltíves középkori szentélye volt, a hajó fölötti táblás mennyezettel, fából készült előcsarnokkal és az oromzaton álló harangdúccal. A templomot 1756-ban felújították, 1770-től pedig újjáépítették, mely munkákat 1780-ban fejezték be és rendezték be a templomot. 1887-ben az 1880-as földrengés után újjá kellett építeni, mert a hajó boltozata beomlott.
- A település szélén, egy uralkodó magaslaton található a hrašćei kastély.[5] Egyemeletes, téglalap alaprajzú épület, hátul rizalittal. A hrašćei birtokot 1547-ben említik Zrínyi Miklós tulajdonában. Idővel többször is gazdát cserélt, a Zebić, a Zrínyi, a Jankovics, Vranyczany, és Türk családok voltak az urai. A kastély több ütemben épült, a legrégebbi rész az alagsor és a földszint egy része a 17. századból származik,  az épületszerkezet a mai napig fennmaradt. A 18. században az épületet kibővítették, és mai formáját a rizalit építésével és a homlokzatnak a korai historizmus jegyében történt kialakításával nyerte el a 19. század második felében.